# Vila Nova do Ceira
Vila Nova do Ceira is een plaats (freguesia) in de Portugese gemeente Góis en telt 997 inwoners (2001).